# دهیدنیا مادیگه
دهیدنیا مادیگه (به لاتین: Dehideniya Madige) یک منطقهٔ مسکونی در سری‌لانکا است که در استان مرکزی (سری‌لانکا) واقع شده‌است.